# Maytime
Maytime er en amerikansk stumfilm fra 1923 af Louis J. Gasnier.

## Medvirkende
- Ethel Shannon som Ottilie Van Zandt
- Harrison Ford som Richard Wayne
- William Norris	som Matthew
- Clara Bow som Alice Tremaine
- Wallace MacDonald som Claude Van Zandt
- Josef Swickard som Van Zandt
- Martha Mattox som Mathilda